# 杜松贇
杜松贇（?—?），《隋书》作松赟，隋朝官员，北海（今山东省昌乐县东）人。
杜松赟性情刚烈，重视名义，担任石门府队正。大业年间，杨厚聚众作乱，来攻北海县，杜松赟跟随郡兵讨伐。杜松赟轻骑侦察敌情，被杨厚所抓获，杨厚令杜松赟对城中说，称郡兵已破，应该早早归降。杜松赟假意答应。既至城下，大喊道：“我是松赟，为官军侦察敌情，意外被擒，不是力尽。现在官军大举起前来，马上就到，贼兵很弱，早晚就会被擒，不足为忧。”贼用刀打松赟的嘴巴，把他带下去，殴打交加。杜松赟骂杨厚：“老贼何敢侮辱贤良，灾祸就要到来！”没有说完，贼军已斩断他的腰。城中看见，无不流泪扼腕，锐气加倍。北海最后没有被攻下。隋炀帝派遣户曹郎郭子贱讨伐杨厚，将其击破，以松赟亡身殉节，叹息悼念不已，上表奏报。优诏褒扬，赠他为朝散大夫、本郡通守。

## 延伸阅读
[在维基数据编辑]
 《隋書·卷71》，出自魏徵《隋书》